# Cal Ramonet (Navès)
Cal Ramonet és una masia situada al municipi de Navès, a la comarca catalana del Solsonès.